# Tài nguyên web
Tài nguyên web, hoặc đơn giản là tài nguyên, là bất kỳ thứ gì có thể xác định được, cho dù là kỹ thuật số, vật lý hoặc trừu tượng. Tài nguyên được xác định bằng cách sử dụng Mã định danh tài nguyên thống nhất (URI). Trong Semantic Web, tài nguyên web và các thuộc tính ngữ nghĩa của chúng được mô tả bằng Resource Description Framework.

## Lịch sử
Khái niệm về tài nguyên web đã phát triển trong lịch sử của Web, từ khái niệm ban đầu về các tài liệu hoặc tệp có thể định địa chỉ tĩnh, đến một định nghĩa chung chung và trừu tượng hơn, hiện bao gồm mọi"sự vật"hoặc thực thể có thể được xác định, đặt tên, xử lý hoặc xử lý, trong bất kỳ cách nào, trong trang web lớn, hoặc trong bất kỳ hệ thống thông tin được nối mạng. Các khía cạnh khai báo của một tài nguyên (nhận dạng và đặt tên) và các khía cạnh chức năng của nó (xử lý địa chỉ và xử lý kỹ thuật) không khác biệt rõ ràng trong các thông số kỹ thuật ban đầu của web và định nghĩa của khái niệm này là chủ đề của cuộc tranh luận lâu dài và vẫn còn mở liên quan đến các vấn đề kỹ thuật, xã hội, ngôn ngữ và triết học khó khăn, và thường phức tạp.

### Từ tài liệu và tệp đến tài nguyên web
Trong các thông số kỹ thuật ban đầu của web (1990-1994), thuật ngữ tài nguyên hầu như không được sử dụng. Web được thiết kế như một mạng gồm nhiều hoặc ít đối tượng địa chỉ tĩnh, về cơ bản là các tệp và tài liệu, được liên kết bằng cách sử dụng uniform resource locators (URL). Một tài nguyên web được định nghĩa ngầm là một cái gì đó có thể được xác định. Việc xác định phục vụ hai mục đích riêng biệt: đặt tên và địa chỉ; cái sau chỉ phụ thuộc vào một giao thức. Đáng chú ý là RFC 1630 không cố gắng định nghĩa tất cả các khái niệm về tài nguyên; thực ra nó hầu như không sử dụng thuật ngữ này ngoài sự xuất hiện của nó trong URI, URL và URN, và vẫn nói về"Đối tượng của mạng".
RFC 1738 (tháng 12 năm 1994) chỉ định thêm các URL, thuật ngữ"Phổ quát"được đổi thành"Đồng phục". Tài liệu này đang sử dụng tài nguyên có hệ thống hơn để chỉ các đối tượng"có sẵn"hoặc"có thể được định vị và truy cập"thông qua internet. Một lần nữa, thuật ngữ tài nguyên không được xác định rõ ràng.